# Christian Theophil Schuch
Christian Theophil Schuch (* 5. August 1803 in Sinsheim; † 25. März 1857 in Donaueschingen) war ein deutscher Gymnasiallehrer.

## Leben
Christian Theophil Schuch begann 1824 ein Studium der Philologie an der Ruprecht-Karls-Universität Heidelberg, welches er im Jahre 1827 mit dem Staatsexamen abschloss. Anschließend war er als Privatlehrer in Sinsheim tätig und gründete 1830 ein Privatinstitut in Ladenburg, welches er zwei Jahre leitete. Im Jahre 1832 erlangte Schuch seine erste Anstellung als ordentlicher Lehrer an einem Pädagogium in Tauberbischofsheim, wo er bis 1838 tätig war. Im Anschluss wurde er an das Gymnasium in Bruchsal versetzt. Ab dem Jahre 1848 war er bis zu seinem Tod als Professor am Gymnasium in Donaueschingen angestellt. Als Lehrender unterrichtete Schuch die modernen Sprachen, Geschichte und Naturwissenschaften. Ab 1830 veröffentlichte Schuch zahlreiche Aufsätze  in den verschiedensten Fachbereichen.

## Publikationen (Auswahl)
- Politische und Kirchen-Geschichte von Ladenburg und der Neckarpfalz. Wolff, Heidelberg 1843. (Digitalisat)
- Susanne Breuel (Hrsg.): Das Herzogtum Baden. Geographisch, historisch und statistisch geschildert. Ein Hand- und Lesebuch für die reifere Jugend und Freunde der Vaterlandskunde. Neubearb. und erg. Auflage von 1843. Cardamina, Ochtendung 2006.
- Die lateinischen Präpositionen zum Gebrauch für gelehrte Mittelschulen. Oßwald, Heidelberg 1831.
- Gemüse und Salate der Alten in gesunden und kranken Tagen. Mayer, Rastatt 1853.